# Lindved Å
Lindved Å er en å på Fyn. Åen udspringer syd for Nørre Søby, gennemløber Søby Sø, fortsætter vest om Nørre Lyndelse og Højby, til den krydses af Europavej E20 lidt syd for Hollufgård i det sydøstlige Odense. Derpå fortsætter åen gennem det østlige Odense tæt på Syddansk Universitet og Nyt OUH. Kort efter at være blevet krydset af den fynske hovedbane, munder Lindved Å vest for landsbyen Åsum ud i Odense Å. 
I parken ved Hollufgård i Odense, føres vandet i Hollufgård Møllebæk over Lindved Å i en akvædukt,
- Møllebæk er ført over Lindved Å i en akvædukt ved Hollufgård.
- Parti fra Lindved Mølle (1958).